# Friday (Remix)
Friday (Remix) es una canción escrita por Clarence Jey y Patrice Wilson, que ambos produjeron anteriormente en la canción «Friday», y publicado el 10 de febrero de 2021. Esto es para celebrar el décimo aniversario del lanzamiento original de la canción. Por la cual fue interpretada nuevamente por Rebecca Black, con colaboración con 3OH!3, Big Freedia y Dorian Electra.

## Composición
La canción nuevamente fueron escritas y producidas por Clarence Jey y Patrice Wilson. A diferencia de su versión original, esta versión totalmente nuevo para «cambio de imagen maximalista», «transforma la simple estética popular de la original en un sobrecarga de hyperpop».La voz de Rebecca se volvieron unos glitches y saturada hasta el momento volver a ser irreconocibles, acompañado por un «sonido de grave» y las líneas de sintetizador pixeladas del productor Dylan Brady.

## Recepción
Ben Jolley calificado a la remix con cuatro estrellas de cinco en su reseña para NME, llamándolo en un «paseo en montaña rusa que aumenta la serotonina» y con «valor de repetición sin fin».Escribiendo para Billboard, Stephen Daw elogió la producción de Brady por «[darle] una renovación fresca y moderna».Del mismo modo, Jon Blistein de Rolling Stone consideró que había «[desacertado] el centro comercial desinfectado en algo deliciosamente delirante».

## Lista de canciones
- Descarga digital[5]

1. «Friday (Remix)» - 2:56

- CD[6]

1. «Friday (Remix)» - 2:56
2. «Girlfriend» - 3:24